# Lingua giapponese
Il giapponese (日本語?, Nihongo) è la lingua parlata in Giappone e in numerose aree di immigrazione giapponese. Insieme alle lingue ryūkyūane, forma la famiglia delle lingue nipponiche. Al 2025, è parlata da 125,6 milioni di parlanti totali.
Poco si conosce della preistoria della lingua, o di quando essa apparve per la prima volta in Giappone: i documenti cinesi del III secolo, registravano alcune parole giapponesi ma testi sostanziali non apparvero prima dell'VIII secolo. Durante il periodo Heian (794-1185), il cinese ebbe considerevole influenza sul vocabolario e sulla fonologia del giapponese antico. Il giapponese tardomedio (1185–1600) vide cambiamenti nelle caratteristiche che lo portarono più vicino alla lingua moderna, nonché la prima apparizione di prestiti linguistici europei; il dialetto standard si spostò dalla regione di Kansai alla regione di Edo (la moderna Tokyo) nel periodo del Primo giapponese medio (inizio del XVII secolo-metà del XIX secolo). In seguito, alla fine dell'isolamento autoimposto del Giappone, il flusso dei prestiti linguistici dalle lingue europee aumentò significativamente: i prestiti linguistici inglesi, in particolare, sono diventati frequenti e le parole giapponesi con radici inglesi sono proliferate.
Dal punto di vista filogenetico, il giapponese si considera solitamente una lingua isolata (per l'impossibilità di ricostruire con sicurezza la sua origine); alcune delle teorie proposte ipotizzano che il giapponese possa avere origini comuni con la lingua ainu (parlata dalla popolazione indigena Ainu, tuttora, presente nell'isola di Hokkaidō), con le lingue austronesiane oppure con le lingue altaiche. Le ultime due ipotesi sono attualmente le più accreditate: molti linguisti concordano nel ritenere che il giapponese sarebbe costituito da un substrato austronesiano a cui si è sovrapposto un apporto di origine altaica; evidenti sono le somiglianze sintattiche e morfologiche con il coreano, trattandosi di lingue agglutinanti (che formerebbe con il giapponese il gruppo macro-tunguso), da cui differisce sul piano lessicale.
Vari studiosi utilizzano il termine protogiapponese per indicare la protolingua di tutte le varietà delle lingue moderne del Giappone, ovvero la lingua moderna giapponese, i dialetti del Giappone e tutte le forme di lingua parlata nelle isole Ryukyu. Dal punto di vista tipologico, il giapponese presenta molti caratteri propri delle lingue agglutinanti del tipo SOV, con una struttura "tema-commento" (simile a quella del coreano). La presenza di alcuni elementi tipici delle lingue flessive, ha spinto tuttavia alcuni linguisti a definire il giapponese una lingua "semi-agglutinante".
Il giapponese è la lingua ufficiale dell'arcipelago giapponese e di Angaur, un'isola di Palau (in cui è lingua co-ufficiale insieme all'angaur e all'inglese).
Esistono inoltre numerose comunità giapponesi in Brasile, in Perù e negli Stati Uniti (soprattutto nelle Hawaii e in California): gli immigrati di queste comunità sono chiamati nisei (二世? letteralmente "seconda generazione") ed è raro che parlino correntemente in giapponese.

## Storia

### Preistoria
Si pensa che un antenato comune del giapponese e delle lingue ryukyuane sia stato portato in Giappone da colonizzatori provenienti dall'Asia continentale o dalle vicine isole del Pacifico (o da entrambe), in qualche momento tra l'inizio e la metà del periodo Yayoi, sostituendo le lingue degli originari abitanti Jōmon (incluso l'antenato della moderna lingua ainu).
Molto poco si sa del giapponese di quel periodo: poiché la scrittura non era ancora stata introdotta in Cina, non ci sono reperti materiali e qualsiasi cosa possa aiutare a comprendere questa fase linguistica, deve basarsi sulle ricostruzioni del giapponese antico.

### Giapponese antico

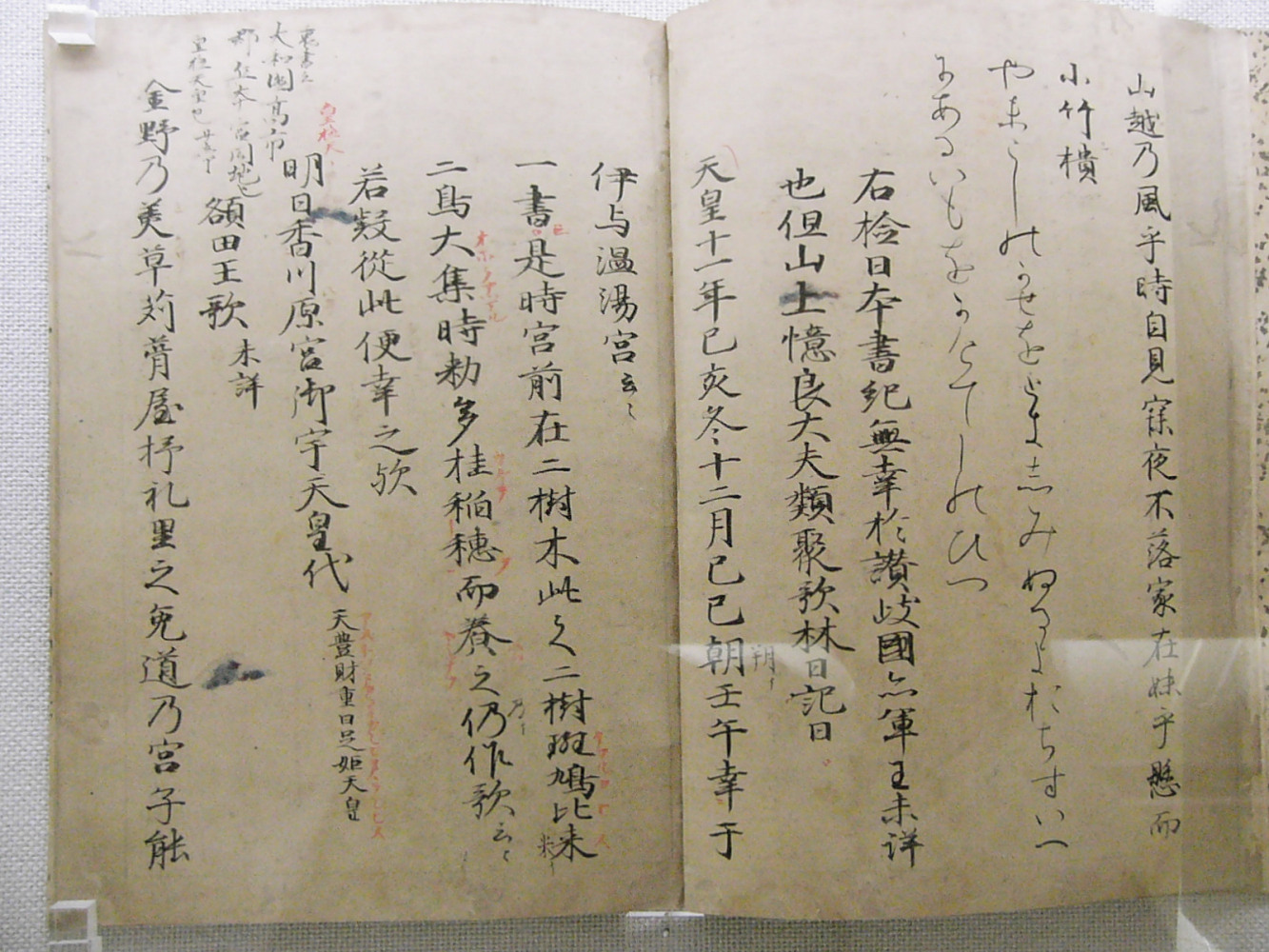
Una pagina dal Man'yōshū, la più antica antologia della poesia giapponese classica.

Il giapponese antico è il più antico stadio della lingua giapponese, successivo al proto-giapponese; attraverso la diffusione del buddhismo, il sistema di scrittura cinese fu importato in Giappone. I primi testi trovati in Giappone vennero scritti in cinese classico ma è probabile che fossero destinati a essere letti alla giapponese mediante il metodo kanbun: alcuni di questi testi cinesi mostrarono le influenze della grammatica cinese, come l'ordine delle parole; in questi testi ibridi, i caratteri cinesi vennero usati anche foneticamente per rappresentare particelle giapponesi. Il primo testo, il Kojiki, risale all'inizio dell'VIII secolo e fu scritto interamente in caratteri cinesi.
La fine del giapponese antico coincide con la fine del periodo Nara. Il giapponese antico utilizzò il sistema di scrittura man'yōgana, che impiegava i kanji per i loro valori fonetici oltre che semantici. In base al sistema man'yōgana, si può ipotizzare che il giapponese antico avesse ottantotto sillabe distinte; i testi scritti con i man'yōgana utilizzarono due diversi kanji per ciascuna delle sillabe ora pronunciate き?, ki, ぎ?, gi, ひ?, hi, び?, bi, み?, mi, け?, ke, げ?, ge, へ?, he, べ?, be, め?, me, こ?, ko, ご?, go, そ?, so, ぞ?, zo, と?, to, ど?, do, の?, no, も?, mo, よ?, yo e ろ?, ro (il Kojiki ne ha ottantotto ma tutti i testi successivi ne hanno ottantasette; la distinzione tra mo1 e mo2 apparentemente fu persa immediatamente dopo la sua composizione). Questo insieme di sillabe si contrasse a sessantasette nel giapponese medio iniziale, sebbene alcune siano state aggiunte attraverso l'influenza cinese.
A causa di queste sillabe extra, si è ipotizzato che il sistema vocalico del giapponese antico fosse più ampio di quello del giapponese moderno (che forse conteneva fino a otto vocali). Secondo Shinkichi Hashimoto, le sillabe extra nel Man'yōgana derivano da differenze tra le vocali delle sillabe in questione; queste differenze indicherebbero che il giapponese antico avesse un sistema di otto vocali, in contrasto con le cinque vocali del giapponese più tardo; il sistema vocalico dovrebbe essersi contratto in qualche momento tra questi testi e l'invenzione dei kana (hiragana e katakana) all'inizio del IX secolo. Secondo questa visione, il sistema a otto vocali del giapponese antico assomiglierebbe a quello delle famiglie delle lingue uraliche e altaiche. Tuttavia, non è completamente certo che l'alternanza tra le sillabe rifletta necessariamente una differenza tra le vocali piuttosto che tra le consonanti (al momento, il solo fatto incontestato è che siano sillabe diverse).
Il giapponese antico non aveva /h/ ma piuttosto /ɸ/ (preservata nel moderno fu, /ɸɯ/), che è stato ricostruito in un anteriore */p/; il Man'yōgana aveva anche un simbolo per /je/, che si fuse con /e/ prima della fine del periodo. Parecchie fossilizzazioni degli elementi grammaticali del giapponese antico, rimangono in quello moderno: la particella del genitivo tsu (soppiantata dal moderno no) è preservata in parole come matsuge ("ciglio", lett. "peli dell'occhio"); i moderni mieru ("essere visibile") e kikoeru ("essere udibile") conservano quello che può essere un suffisso mediopassivo -yu(ru) (kikoyu → kikoyuru (la forma attributiva, che sostituì lentamente la forma ordinaria a partire dal tardo periodo Heian) > kikoeru (tutti i verbi shimo-nidan nel giapponese moderno lo fanno) e la particella del genitivo ga; rimane un termine intenzionalmente arcaico.

### Primo giapponese medio

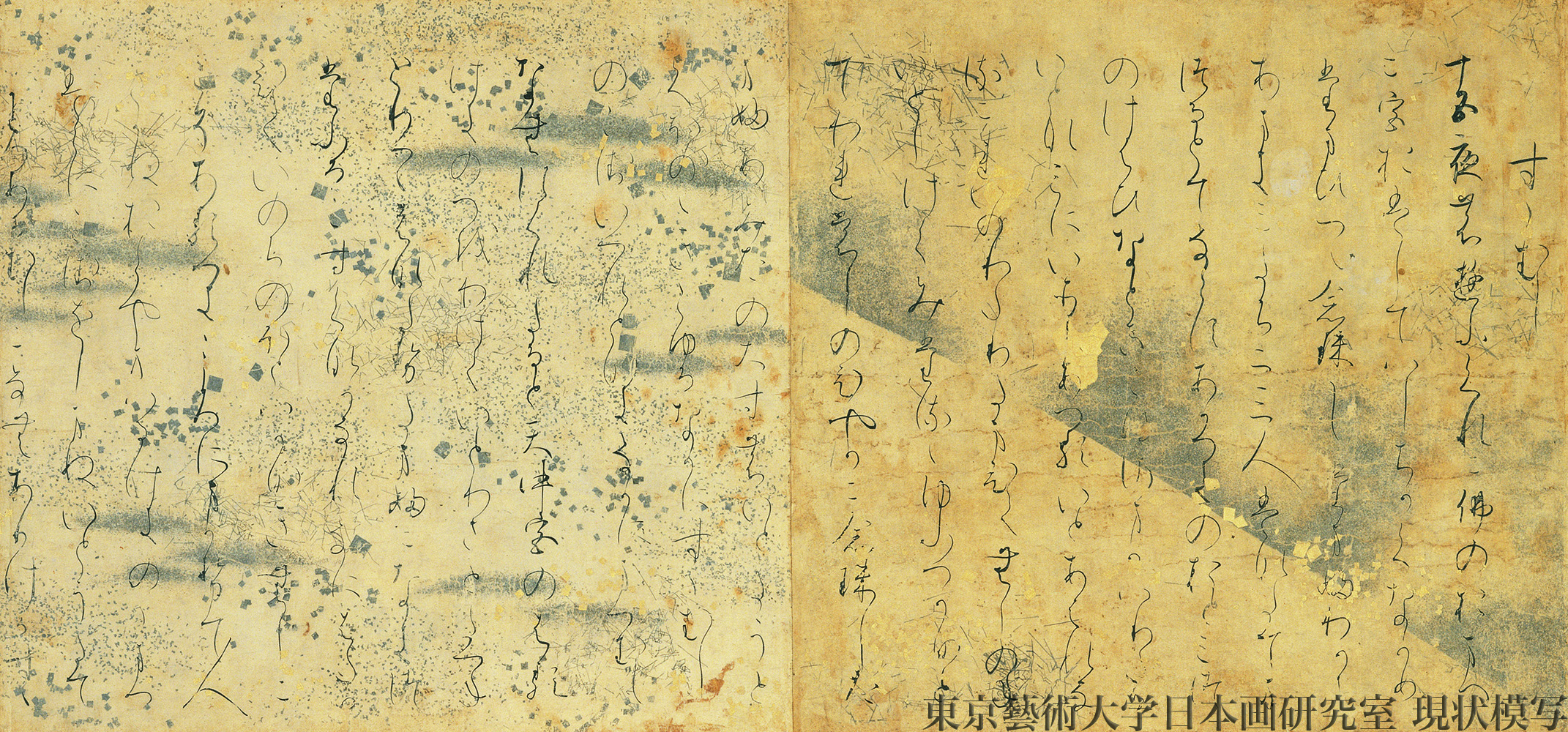
Due pagine da un rotolo emaki del Genji monogatari.

Il primo giapponese medio, detto anche "giapponese medio iniziale", è il giapponese del periodo Heian; vide una significativa influenza cinese sulla fonologia della lingua: le distinzioni di lunghezza diventarono fonemiche sia per le consonanti sia per le vocali e vennero aggiunte serie di consonanti sia labializzate (kwa) sia palatalizzate (kya). Il /ɸ/ intervocalico si fuse con /w/ verso l'XI secolo.
La fine del primo giapponese medio vide l'inizio di un mutamento dove la forma attributiva (rentaikei) sostituì lentamente la forma non flessa (shūshikei) per quelle classi verbali dove le due forme erano distinte.

### Tardo giapponese medio
Il tardo giapponese medio, dal 1185 al 1600, era diviso normalmente in due sezioni, equivalenti rispettivamente al periodo Kamakura e al periodo Muromachi. Le forme posteriori del tardo giapponese medio furono le prime ad essere descritte da fonti non native, in questo caso i missionari gesuiti e francescani; e dunque c'è una migliore documentazione della fonologia sia per il tardo giapponese medio che per le forme precedenti. Tra gli altri cambiamenti di suono, la sequenza /au/ si fuse in /ɔː/ (in contrasto con /oː/); /p/ venne reintrodotta dal cinese e /we/ si fuse con /je/.
Alcune forme più familiari ai parlanti del giapponese moderno cominciano ad apparire: la terminazione continuativa -te iniziò a ridursi sul verbo (yonde per l'anteriore yomite), la -k- nella sillaba finale degli aggettivi cadde (shiroi per l'anteriore shiroki) ed esistono alcune forme dove il giapponese moderno ha conservato la forma anteriore (hayaku > hayau > hayɔɔ, dove il giapponese moderno ha solo hayaku, benché la forma alternativa sia preservata nel saluto standard o-hayō gozaimasu "buon giorno"; questa terminazione si vede anche in o-medetō "congratulazioni", da medetaku).
Il tardo giapponese medio ebbe prestiti linguistici dalle lingue europee: parole ora comuni prese a prestito dal giapponese in questo periodo includono pan ("pane") e tabako ("tabacco", ora "sigaretta"), entrambi dal portoghese.

### Giapponese moderno
Il primo giapponese moderno iniziò con il periodo Edo. A partire dal giapponese antico, il giapponese standard de facto fu il dialetto di Kansai, specialmente quello di Kyoto; tuttavia, durante il periodo Edo, Edo si sviluppò come più grande città del Giappone, e il dialetto dell'era Edo divenne il giapponese standard.
A partire dalla fine dell'isolamento autoimposto del Giappone, il flusso di prestiti linguistici dalle lingue europee aumentò significativamente. Dal 1945, si ebbe un numero maggiore di parole prese in prestito dall'inglese, specialmente quelle tecnologiche: pasokon (abbreviazione per "personal computer"); intānetto ("internet") e kamera ("fotocamera").
A causa della grande quantità di prestiti linguistici inglesi, il giapponese moderno ha sviluppato una distinzione tra /tɕi/ e /ti/, e tra /dʑi/ e /di/ (con l'ultima che, in ciascuna coppia, si trova solo nei prestiti linguistici). La variante di giapponese parlata dopo il 1868, viene detta "giapponese moderno"

## Fonologia
In giapponese, esistono cinque fonemi vocalici e ventisei fonemi consonantici differenti. Questi ultimi, però, non si presentano mai da soli ma hanno sempre bisogno di una vocale a cui appoggiarsi (l'unica eccezione è /ɴ/, che può apparire isolato); infatti, il giapponese è una lingua sillabica: l'elemento fondamentale della parola non è la lettera ma la mora. Le more sono sempre composte secondo lo schema [consonante] + [vocale] oppure secondo lo schema [consonante] + /j/ + [vocale], limitando notevolmente la possibilità di comporre parole usando i fonemi.
Nella traslitterazione della scrittura giapponese (secondo i sistemi ufficiali Hepburn e Kunrei) sono impiegate soltanto ventidue delle ventisei lettere dell'alfabeto latino, cinque vocali e diciassette consonanti (alcune delle quali corrispondono a più di un fonema).

### Vocali
I fonemi vocalici giapponesi, nella trascrizione IPA, sono /a/ /e/ /i/ /o/ /u/, che vengono abitualmente traslitterati rispettivamente come ⟨a, e, i, o, u⟩. L'unica vocale caratteristica della lingua giapponese è la realizzazione di /u/ in [ɯᵝ], fono arrotondato esolabiale.
In ambiente sordo, ovvero quando precedute e seguite da consonanti sorde o in fine di frase, la pronuncia di alcune vocali (principalmente /i/ e /u/, ma anche /a/ e /o/) è desonorizzata (con vibrazione delle corde vocali solo parziale o totalmente assente). L'accento regionale del Kansai (Ōsaka, Kyōto), molto caratteristico, invece tende a pronunciare marcatamente anche le vocali desonorizzate della lingua standard.
Alcuni esempi (le vocali tra parentesi sono da pronunciare senza far vibrare le corde vocali):
- /u/ desonorizzata ([ɯᵝ]):
  - desu (copula) è pronunciato [de̞s(ɯᵝ)]
  - Asuka (nome proprio) è pronunciato [äs(ɯᵝ) ka]
- /i/ desonorizzata ([i̥]):
  - deshita (copula al passato) è pronunciato [de̞ɕ(i̥) tä]
  - kita ("nord") è pronunciato [ki̥tä]
- /a/ e /o/ desonorizzate:
  - kakaru (verbo dai molteplici significati) è pronunciato [k(ä) kärɯᵝ]
  - kokoro ("cuore") è pronunciato [k(o̞) ko̞ro̞]

Le vocali possono essere allungate con la ripetizione della stessa o con l'aggiunta di altre vocali. Non esiste un accento tonico come concepito nelle lingue neolatine: l'accento potrebbe cadere su qualunque sillaba della parola in base alla musicalità che assume all'interno della frase.

### Consonanti
Di seguito vengono riportati i fonemi base, i foni (tra /.../) e gli allofoni (tra [...]) del consonantismo giapponese:
|               | Bilabiali | Alveolari   | Alveolo-palatali | Palatali | Velari | Uvulari | Glottidali |
| Nasali        | m         | n           | /ɲ/              |          | /ŋ/    | ɴ       |            |
| Occlusive     | p b       | t d         |                  |          | k ɡ    |         |            |
| Affricate     |           | t͡s d͡z       | t͡ɕ d͡ʑ            |          |        |         |            |
| Fricative     | /ɸ/ [β]   | s z /ɬ/ [ɮ] | ɕ ʑ              | /ç/      | [ɣ]    |         | h          |
| Approssimanti |           | [l]         |                  | j        | ɰ [w]  |         |            |
| Vibranti      |           | ɾ [r]       |                  |          |        |         |            |

I fenomeni più comuni sono l'assimilazione di alcune consonanti e la sonorizzazione di altre in contesti vocalici.

## Scrittura
Il sistema di scrittura giapponese si basa sui due kana (hiragana e katakana): alfabeti sillabici creati, secondo la tradizione, intorno al IX secolo dal monaco buddhista Kūkai, e sui kanji (caratteri di origine cinese).
I primi due alfabeti, sono composti ciascuno da quarantacinque sillabe (che comprendono le vocali) e da una consonante, la N. Oltre a questi suoni seion, puri, sono presenti venti suoni dakuon o impuri (ottenuti con l'aggiunta di due trattini, nigori, a destra dei caratteri), cinque suoni handakuon o semipuri (ottenuti con l'aggiunta di un cerchietto, maru, a destra dei caratteri) e trentasei suoni yōon o contratti (derivati dalla combinazione di alcuni dei suoni precedenti).

### Kana
| あ (a)  | い (i)   | う (u)   | え (e)  | お (o)  |
| か (ka) | き (ki)  | く (ku)  | け (ke) | こ (ko) |
| が (ga) | ぎ (gi)  | ぐ (gu)  | げ (ge) | ご (go) |
| さ (sa) | し (shi) | す (su)  | せ (se) | そ (so) |
| ざ (za) | じ (ji)  | ず (zu)  | ぜ (ze) | ぞ (zo) |
| た (ta) | ち (chi) | つ (tsu) | て (te) | と (to) |
| だ (da) | ぢ (ji)  | づ (zu)  | で (de) | ど (do) |
| な (na) | に (ni)  | ぬ (nu)  | ね (ne) | の (no) |
| は (ha) | ひ (hi)  | ふ (fu)  | へ (he) | ほ (ho) |
| ば (ba) | び (bi)  | ぶ (bu)  | べ (be) | ぼ (bo) |
| ぱ (pa) | ぴ (pi)  | ぷ (pu)  | ぺ (pe) | ぽ (po) |
| ま (ma) | み (mi)  | む (mu)  | め (me) | も (mo) |
| や (ya) |          | ゆ (yu)  |         | よ (yo) |
| ら (ra) | り (ri)  | る (ru)  | れ (re) | ろ (ro) |
| わ (wa) |          |          |         | を (wo) |
|         |          |          |         | ん (n)  |

Lo hiragana è impiegato specialmente per i prefissi, i suffissi, le particelle (o posposizioni) — parti grammaticali giapponesi che non si rappresentano con i kanji. Viene usato inoltre per trascrivere la pronuncia dei kanji (prendendo il nome di furigana), sia per motivi didattici (nel caso di kanji rari) sia per scrivere sul computer (ogni ideogramma è scritto inizialmente come sequenza di segni hiragana e poi sostituito da uno dei kanji che hanno quella pronuncia).
| ア (a)  | イ (i)   | ウ (u)   | エ (e)  | オ (o)  |
| カ (ka) | キ (ki)  | ク (ku)  | ケ (ke) | コ (ko) |
| ガ (ga) | ギ (gi)  | グ (gu)  | ゲ (ge) | ゴ (go) |
| サ (sa) | シ (shi) | ス (su)  | セ (se) | ソ (so) |
| ザ (za) | ジ (ji)  | ズ (zu)  | ゼ (ze) | ゾ (zo) |
| タ (ta) | チ (chi) | ツ (tsu) | テ (te) | ト (to) |
| ダ (da) | ヂ (ji)  | ヅ (zu)  | デ (de) | ド (do) |
| ナ (na) | ニ (ni)  | ヌ (nu)  | ネ (ne) | ノ (no) |
| ハ (ha) | ヒ (hi)  | フ (fu)  | ヘ (he) | ホ (ho) |
| バ (ba) | ビ (bi)  | ブ (bu)  | ベ (be) | ボ (bo) |
| パ (pa) | ピ (pi)  | プ (pu)  | ペ (pe) | ポ (po) |
| マ (ma) | ミ (mi)  | ム (mu)  | メ (me) | モ (mo) |
| ヤ (ya) |          | ユ (yu)  |         | ヨ (yo) |
| ラ (ra) | リ (ri)  | ル (ru)  | レ (re) | ロ (ro) |
| ワ (wa) |          |          |         | ヲ (wo) |
|         |          |          |         | ン (n)  |

Il katakana, in alcuni casi simile allo hiragana, ma più rigido e squadrato, è attualmente impiegato soprattutto per trascrivere le parole di origine straniera (adattate naturalmente alla fonotassi giapponese: non tutti i suoni stranieri sono infatti presenti nell'alfabeto katakana, per esempio a causa del rotacismo). Inoltre può essere usato quando si vuol dare una maggior enfasi a determinati termini giapponesi all'interno di un testo. Fra i giovani è sempre più diffuso l'uso dei katakana per scrivere sostantivi giapponesi dai kanji troppo difficili o antiquati. Vengono infine usati per la scrittura delle voci onomatopeiche.
Per molti aspetti l'uso del katakana rispetto allo hiragana ha funzioni analoghe a quello del corsivo latino rispetto al tondo.
I tre sistemi di scrittura hiragana, katakana e kanji vengono utilizzati contemporaneamente nello stesso testo: i kanji per le radici della maggior parte dei verbi, degli aggettivi, dei pronomi, dei sostantivi e dei nomi propri giapponesi; lo hiragana per suffissi, desinenze, ausiliari e posposizioni, ma può essere usato anche in sostituzione dei kanji, soprattutto nel caso di testi informali o destinati ai bambini che ancora non hanno imparato molti dei kanji; il katakana è invece utilizzato per scrivere le onomatopee, le parole straniere e in certi casi le parole alle quali si desidera dare particolare rilievo all'interno di una frase. Per esempio si considerino i diversi modi in cui la frase Watashi wa Mirano e ikimasu ("Io vado a Milano") può essere scritta:
私はミラノへ行きます。
わたしはミラノへいきます。
Il pronome personale watashi (io) e la radice i del verbo iku (andare) possono essere scritti sia con i rispettivi kanji (私: watashi, 行: i) che con il loro equivalente hiragana (watashi: わたし, i: い) come nel secondo esempio perché sono rispettivamente un pronome e una radice verbale. La parola Mirano (Milano) va scritta in katakana in quanto parola straniera: ミラノ; mentre per scrivere la posposizione e (へ), la desinenza verbale ki (き) e l'ausiliare di cortesia masu (ます) si utilizza sempre e comunque lo hiragana.

### Kanji
I kanji (letteralmente "Caratteri della dinastia Han", dinastia cinese dal 206 a.C. al 200 d.C.) sono propriamente caratteri di origine cinese. Sono più di 50.000, ma quelli considerati di uso comune, gli shinjitai, sono solo 2238. I kanji sono formati da uno dei 214 radicali detti Radicali Kangxi (in giapponese, "Kōki Bushu") e da altri elementi riconducibili ad altri kanji. I radicali, a loro volta, sono dei kanji a sé che solitamente non hanno molti tratti. È importante riconoscere i radicali perché aiutano nella comprensione dei kanji: infatti questi hanno un significato preciso e varie pronunce (di solito da una a tre) a seconda della loro posizione nelle parole. Adottando gli ideogrammi cinesi, i giapponesi hanno importato anche la loro pronuncia, detta on, modificata secondo la propria fonetica, specialmente per le parole composte, data la brevità di tali pronunce (la lingua cinese scritta di epoca classica era di fatto quasi totalmente monosillabica).
Esempio: la parola yasumi (休み) significa "riposo, vacanza", e il kanji è composto dal radicale di "persona" (人) e da "albero" (木), il secondo carattere (み) è la sillaba mi in hiragana.
Dei radicali Kangxi/Kōki Bushu esiste una ricostruzione, in cui si spiega da cosa deriva il disegno osservando le prime versioni dei sinogrammi in Cina, reperibili sulle ossa oracolari (piastre di tartaruga e scapole di bue incise e/o trapanate) messe sul fuoco a crepare per effettuare le piromanzie (ossia plastromanzie e scapulomanzie, delle divinazioni sul futuro). Le prime ossa oracolari risalgono al 1250 a.C., in cui si parlava il cinese antico (di cui esistono ricostruzioni, e.g. Baxter-Sagart, 2014). Le versioni successive sono attestate nei bronzi Shang e Zhou (vasi, bacinelle, piccoli contenitori, specchi, bracieri, pettini...). I radicali Kangxi, che sono i mattoncini della scrittura, si possono affiancare a una ricostruzione filologica dei sinogrammi più diffusi (erano usati pure in giapponese, coreano e vietnamita, le lingue della sinosfera, le "ligue sino-xeniche" come le ha battezzate Samuel Martin nel 1953). Lo studio della lettura on, cioè quella sino-giapponese, si può affiancare alle ricostruzioni del Primo Cinese Medio/Early Middle Chinese/EMC (e.g. Baxter, 2011), che spiega l'origine della lettura on, le letture delle altre lingue sino-xeniche (vedi hanja e Han tu' nel sistema Chu' Nom) e la pronuncia di molti dialetti meridionali cinesi conservativi come il cantonese/dialetto Yue, il dialetto Wu (il più prestigioso è lo shanghainese), i Minnan (che includono gli Hokkien) e l'Hakka/Kejiahua.

### Rōmaji
Il rōmaji (letteralmente "Segni di Roma") è il sistema di traslitterazione dal giapponese ai caratteri latini. Ci sono più tipi di rōmaji: i più usati sono il sistema Hepburn e il sistema Kunrei. Qui viene usato il sistema Hepburn, che si differenzia dal Kunrei solo per qualche sillaba e per la scrittura dei suoni contratti. Il primo si avvicina di più alla pronuncia; il secondo è più schematico (dove lo Hepburn scrive ta, chi, tsu, te, to, il Kunrei scrive ta, ti, tu, te, to). Attenzione: i giapponesi non usano mai il rōmaji per scrivere (anche se da tempo si è diffuso il modo di scrivere occidentale in orizzontale "sinistra-destra" e "alto-basso", al posto del "classico" — e naturalmente tuttora impiegato — sistema di scrittura verticale "alto-basso" e "destra-sinistra". Il rōmaji è comunque insegnato nelle scuole perché attraverso la sillabazione in caratteri romani si possono scrivere i testi in giapponese su apparecchi elettronici, come computer e telefoni.

#### Convenzioni ortografiche
Solo tre particelle hanno una pronuncia irregolare: は (ha) che si pronuncia wa, を (wo) che si pronuncia o e へ (he) che si pronuncia e. Queste letture irregolari si applicano solo quando il fonema è usato come particella. Nel caso di は ci sono anche altre poche eccezioni dovute a rimanenze arcaiche della particella d'argomento in parole ormai indipendenti, per esempio ではありません (dewa arimasen, "non è") o こんにちは (konnichiwa, "buongiorno"). La sillaba を è esclusivamente particella e non compare in nessun'altra parola giapponese.

#### Scrittura senza spazi
Gli spazi nella lingua giapponese sono un'introduzione piuttosto recente ad uso dei bambini e di coloro che devono apprendere la lingua iniziando dagli alfabeti sillabici. A volte la divisione fra parola e parola si basa su metodi meramente convenzionali (alcuni legano le particelle ai nomi che li precedono, altri no, stesso discorso per la desinenza -masu dei verbi nella forma di cortesia). In realtà l'alternanza di kanji e hiragana fa sì che ci sia un'alternanza delle parti del discorso pienamente distinguibile. Dopo ogni sostantivo (scritto in kanji) segue una particella in hiragana; anche verbi e aggettivi hanno una prima parte in kanji e una desinenza in hiragana. Conoscendo questa struttura diventa semplice delimitare una parola dall'altra.

#### Pronuncia
Nella tabella sottostante si spiega la pronuncia in giapponese, suono per suono, tale per cui i suoni sono poi combinabili tra loro. Sotto la tabella si forniscono alcune informazioni sugli allungamenti vocalici, sui dittonghi arcaici e su alcuni accomodamenti dal Primo Cinese Medio.
| Lettera/ dittongo (rōmaji) | Lettera/ dittongo (italiano) | Hiragana  | Katakana | Trascriz. IPA | Spiegazioni |
| -------------------------- | ---------------------------- | --------- | -------- | ------------- | --- |
| a                          | a                            | あ        | ア       | /a/           | È una "a" di albero, come in italiano. |
| i                          | i                            | い        | イ       | /i/           | È una "i" di interno, come in italiano. Questa vocale deriva dall'assimilazione di due diversi tipi di vocali dall'Old Japanese, trascritte come i1 e i2. Su che suoni rappresentassero queste vocali è ancora attivo un dibattito molto acceso. Queste distinzioni valgono solo in alcune sillabe. |
| u                          | u                            | う        | ウ       | /ɯ/ < */u/    | È una "u" di uno, ma non è arrotondata/procheila. In altre parole, oggi si pronuncia tenendo le labbra non arrotondate ma rilassate. Anticamente, si pronunciava arrotondata, come in italiano. |
| e                          | e                            | え        | エ       | /e/           | È una "e" di evento, come in italiano. Anche questa vocale deriva dall'assimilazione di due diversi tipi di vocali dall'Old Japanese, e1 e e2. |
| o                          | o                            | お        | オ       | /o/           | È una "o" di occhio, chiusa e arrotondata e come in italiano. Anche questa vocale deriva dall'assimilazione di due diversi tipi di vocali dall'Old Japanese, o1 e o2. |
| ya                         | ja                           | や        | ヤ       | /ja/          | È una "ia" di già, come in italiano: è un dittongo. In generale, la /j/ semivocalica non si raddoppia: la confusione può derivare per un'interferenza con l'italiano (e.g. con parole come "aglio", diversa da "ahio". Peraltro, il suono in questione non è nemmeno /j/, ma /ʎ̩/ tensificato/raddoppiato/geminato). La /j/ semivocalica in rōmaji (il sistema più diffuso in assoluto è il sistema Hepburn, dal nome del missionario che lo inventò) si scrive con la "y". |
| ye                         | je                           | 𛀁 / いぇ | イェ     | /je/          | È una "ie" di iena, come in italiano: è un dittongo che si reperisce in prestiti. Ufficialmente, esiste solo la versione in katakana. In hiragana il dittongo, largamente in disuso, si ottiene affiancando due vocali. Una seconda versione di scrittura è una sillaba rarissima, 𛀁, che deriva dalla stilizzazione di 江, un sinogramma e kanji che indica il concetto di "grande fiume" (radicale dell'acqua 水 e, come chiave di lettura, la squadra da carpentiere 工). |
| yu                         | ju                           | ゆ        | ユ       | /jɯ/ < */ju/  | È una "iu" di iuta, come in italiano ma tenendo la "u" non arrotondata. Anticamente, il dittongo era pronunciato arrotondato. |
| yo                         | jo                           | よ        | ヨ       | /yo/          | È una "io" di sciolto, arrotondata. |
| wa                         | ua                           | わ        | ワ       | /ɰa/ < /wa/   | È una "ua" di quaglia, ma con la "u" semivocalica non arrotondata. La versione semivocalica di /ɯ/ si scrive /ɰ/, pertanto il dittongo è /ɰa/. Anticamente, la semivocale era arrotondata come in italiano, pertanto il dittongo era /wa/. La /w/ semivocalica si romanizza con la lettera "w". |
| wi                         | ui                           | ゐ        | ヰ       | /ɰi/ < /wi/   | È una "ui" di qui, sempre con le labbra rilassate. Anticamente, era /wi/. Oggi questa sillaba è in disuso pure negli anglicismi/wasei-eigo in Japanglish, ma è utile se si affronta la pronuncia storica in particolare dei kanji, con cui si può fare un confronto con i prestiti cinesi in altre lingue e con il cinese stesso. In più, siccome questo dittongho si è ridotto in /i/, molti kanji non rispecchiano la pronuncia cinese e sino-xenica, ragion per cui solo in apparenza sembrano avulsi e scollegati dal cinese. |
| we                         | ue                           | ゑ        | ヱ       | /ɰe/ < /we/   | È una "ue" di quelli, sempre con le labbra rilassate. Anticamente, era /we/. Oggi questa sillaba è in disuso, ma la sua utilità è analoga a "wi". |
| wo                         | uo                           | を        | ヲ       | /ɰo/ < /wo/   | È una "uo" di uomo, sempre con le labbra rilassate. Anticamente, era /wo/. Oggi, la sillaba è in disuso eccetto per la particella che indica il complemento oggetto diretto, を, che anticamente si pronunciava /wo/ e oggi si riduce in /o/: pertanto, la pronuncia è irregolare. |
| k                          | c                            | -         | -        | /k/           | È una "c" di cane/"ch" di chela/"k" di koala. La consonante si combina con ogni vocale, generando una distinta sillaba, ognuna con il suo segno grafico in katakana e hiragana (i due sillabari/kana sono nati da una stilizzazione di una serie di kanji). Il suono resta invariato di fronte a ogni vocale e dittongo. Al massimo, di fronte alla /i/ e /j/- si palatalizza leggermente. La /k/- e la versione palatalizzata /kʲ/- si riconoscono se si pronuncia alla massima velocità "ko-ku-ko-ku-ko-ku" e "ke-ki-ke-ki-ke-ki", lasciando la lingua libera di muoversi. La palatalizzazione è leggera: non diventa /t͡ʃ/, come nell'italiano "ciao"), ma più semplicemente il dorso della lingua si spinge più in avanti. Quando a una consonante si aggiunge il dittongo che inizia con /j/-, si usa come "base/perno/sedia" la versione in /kʲ/- e accanto si aggiunge il dittongo in dimensioni rimpicciolite. La "k" non cambia romanizzazione di fronte a nessuna vocale. Le combinazioni in hiragana e katakana sono: か ka, き ki, く ku (non arrotondata), け ke, こ ko; きゃ kya, きゅ kyu (non arr.), きょ kyo. カ ka, キ ki, ク ku (non arr.), ケ ke, コ ko; キャ kya, キュ kyu (non arr.), キェ kye, キョ kyo. |
| g                          | g                            | -         | -        | /g/           | È una "g" di galera/"gh" di ghiro; a differenza di /k/, la consonante è sonora (coinvolge cioè la vibrazione delle corde vocali: si metta il palmo della mano intorno alla gola e si pronunci prima "ffff" e poi "mmm"). Si ottiene aggiungendo due trattini in alto alle sillabe con k-. Il doppio trattino in alto si chiama "dakuten" o "nigori", cioè "impurità", e fa nascere le sillabe "impure", che sono sonore a prescindere. Prima del Periodo Edo (corrispondente allo shogunato Tokugawa/Primo Giapponese Moderno), in scrittura non era usanza comune disambiguare l'impurità. La /g/ si palatalizza di fronte alla /i/ e /j/ semivocalica, diventando /gʲ/. la /g/, se pronunciata in una parlata veloce, colloquiale e poco curata può ridursi in /ɣ/, cioè una "g" di galera senza contatto tra organi., come in spagnolo sia castigliano che latinoamericano. Le combinazioni in hiragana e katakana con rōmaji sono: が ga, ぎ gi, ぐ gu, げ ge, ご go; ぎゃ gya, ぎゅ gyu, ぎょ gyo. ガ ga, ギ gi, グ gu, ゲ ge, ゴ go; ギャ gya, ギュ gyu, ギェ gye, ギョ gyo. |
| s                          | s                            | -         | -        | /s/ di base   | È una "s" di senza, sorda. Davanti alla /i/ e /j/- semivocalica, si palatalizza in /ɕ/. Cioè, si pronuncia una "sc" di scienza ma con la lingua già in posizione di "gn" di gnomo (/ɳ/), senza esagerare. in passato, non si palatalizzava: era */si/. La palatalizzazione è stata poi assunta anche di fronte alla /e/, poi caduta. La "s" palatalizzata cambia grafia in "sh-", grafia unica. Le combinazioni in hiragana e katakana con rōmaji sono: さ sa, し shi, す su, せ se, そ so; しゃ sha, しゅ shu, しょ sho. サ sa, シ shi, ス su, セ se, ソ so; シャ sha, シュ shu, シェ she, ショ sho. |
| z                          | z                            | -         | -        | /d͡z/          | È una "z" di zero, sonora, come si pronuncia nel Nord Italia. Davanti a /i/ e /j/- semivocalica, si palatalizza in /d͡ʑ/, cioè una "g" di gioco pronunciata con a lingua già in posizione di "gn" di gnomo. In passato, non si palatalizzava: era */d͡zi/. La versione palatalizzata cambia grafia in "j-", grafia unica. Le combinazioni in hiragana e katakana con rōmaji sono: ざ za, じ ji, ず zu, ぜ ze, ぞ zo; じゃ ja, じゅ ju, じょ jo. ザ za, ジ ji, ズ zu, ゼ ze, ゾ zo; ジャ ja, ジュ ju, ジェ je, ジョ jo. |
| t                          | t                            | -         | -        | /t/ di base   | È una "t" di tavolo, sorda. Di fronte alla /i/ e /j/- semivocalica, si palatalizza in /t͡ɕ/, cioè una "c" di ciao ma con la lingua già in posizione di "gn" di gnomo; la romanizzazione poi cambia in "ch-", grafia unica. In più, davanti a /ɯ/ non arrotondata, si lenisce diventando /t͡s/, cioè una "z" di zero, stavolta sorda; cambia pure la latinizzazione della sillaba: "tsu" (<*/tu/). In passato, la pronuncia era */t/ di fronte a ogni suono. Le combinazioni in hiragana e katakana con rōmaji sono: た ta, ち chi, つ tsu, て te, と to; ちゃ cha, ちゅ chu, ちょ cho. タ ta, チ chi, ツ tsu, テ te, ト to; チャ cha, チュ chu, チェ che, チョ cho. |
| d                          | d                            | -         | -        | /d/ di base   | È una "d" di dente, sonora. Di fronte alla /i/ e /j/- semivocalica, si palatalizza in /d͡ʑ/, cioè una "g" di gioco pronunciata con a lingua già in posizione di "gn" di gnomo. Per non confondere la grafia con "ji" じ <*/d͡zi/ e tenere distinto "ji" ぢ <*/di/, in rōmaji si può trascrivere questa nuova sillaba con "dji". Lo stesso discorso vale con ず zu e la nuova sillaba ヅ zu /d͡zɯ/ (<*/du/), che si può trascrivere "dzu" per non confonderla. Le combinazioni in hiragana e katakana con rōmaji sono: だ da, ぢ (d/ji, づ (d)zu, で de, ど do; ぢゃ (d)ja, ぢゅ (d)ju, ぢょ(d)jo. ダ da, ヂ (d)ji, ヅ (d)zu, デ de, ド do; ヂャ (d)ja, ヂュ (d)ju, ヂェ (d)je, ヂョ (d)jo. |
| h                          | h                            | -         | -        | /h/ < */ɸ/    | È un'aspirazione sorda, come nell'inglese "have". Cambia grafia davanti alla /ɯ/ siccome si pronuncia come una effe "soffiata", cioè /ɸ/: è uno sbuffo d'aria che esce dalle labbra rilassate, senza che gli incisivi dell'arcata dentale superiore siano a contatto con il labbro inferiore, come nella /f/ italiana. La grafia è "fu". L'aspirazione si palatalizza di fronte a /i/ e /j/-, diventando /ç/: il suono si distingue da /h/ se si pronuncia alla massima velocità "kho-khu-kho-khu" e "khe-khi-khe-khi" focalizzandosi sull'aspirazione. Le combinazioni in hiragana e katakana con rōmaji sono: は ha, ひ hi, ふ fu, へ he, ほ ho; ひゃ hya, ひゅ hyu, ひょ hyo. ハ ha, ヒ hi, フ fu, ヘ he, ホ ho; ヒャ hya, ヒュ hyu, ヒェ hye, ヒョ hyo. In giapponese, は ha usato come particella indicante il tema/topic di cui si parla si pronuncia e latinizza come "wa": la grafia, di contro, rispecchia la pronuncia arcaica, /ha/. Lo stesso vale per へ "e", che indica il moto da luogo: anticamente si pronunciava /he/. La terza e ultima irregolarità è presente, come detto in precedenza, nella particella del complemento oggetto diretto, "wo" /o/ </wo/. L'aspirazione è nata nel Primo Giapponese Medio ed era sempre pronunciata */ɸ/ |
| b                          | b                            | -         | -        | /b/           | È una "b" di balena, sonora. Si ottiene aggiungendo il doppio trattino in alto/dakuten/nigori/impurità alle sillabe in "h"-. Le combinazioni in hiragana e katakana con rōmaji sono: ば ba, び bi, ぶ bu, べ be, ぼ bo; びゃ bya, びゅ byu, びょ byo. バ ba, ビ bi, ブ bu, ベ be, ボ bo; ビャ bya, ビュ byu, ビェ bye, ビョ byo. |
| p                          | p                            | -         | -        | /p/           | È una "p" di pallone, sorda. Si ottiene aggiungendo un cerchiolino in alto alle sillabe in "h"- al posto dell'impurità, Il pallino si chiama "handakuten/maru". Anch'esso prima del Primo Giapponese Moderno non si disambiguava in scrittura. Le combinazioni in hiragana e katakana con rōmaji sono: ぱ pa, ぴ pi, ぷ pu, ぺ pe, ぽ po; ぴゃ pya, ぴゅ pyu, ぴょ pyo. パ pa, ピ pi, プ pu, ペ pe, ポ po; ピャ pya, ピュ pyu, ピェ pye, ピョ pyo. |
| n                          | n                            | -         | -        | /n/           | È una "n" di nave, sonora. Di fronte a /i/ e /j/- semivocalica, si palatalizza in "gn" di gnomo /ɳ/. Le combinazioni in hiragana e katakana con rōmaji sono: な na, に ni, ぬ nu, ね ne, の no; にゃ nya, にゅ nyu, にょ nyo. ナ na, ニ ni, ヌ nu, ネ ne, ノ no; ニャ nya, ニュ nyu, ニェ nye, ニョ nyo. |
| m                          | m                            | -         | -        | /m/           | È una "m" di mano, sonora. Le combinazioni in hiragana e katakana con rōmaji sono: ま ma, み mi, む mu, め me, も mo; みゃ mya, みゅ myu, みょ myo. マ ma, ミ mi, ム mu, メ me, モ mo; ミャ mya, ミュ myu,ミ ェ mye, ミョ myo. |
| r                          | r                            | -         | -        | /ɹ/ < */ɾ~r/  | È una "r" senza vibrazione data dal contatto tra organi, come nell'inglese "reason, crime, car"... (attenzione: a fine parola in inglese, nella pronuncia Oxbridge/Queen English/Received il suono cade). Nell'Old Japanese era invece vibrante, come in italiano. Le combinazioni in hiragana e katakana con rōmaji sono: ら ra, り ri, る ru, れ re, ろ ro; りゃ rya, りゅ ryu, りょ ryo. ラ ra, リ ri, ル ru, レ re, ロ ro; リャ rya, リュ ryu, リェ rye, リョ ryo. |
| -n                         | -n                           | ん        | ン       | -/n/ di base  | È una codina nasale che si può inserire a fine sillaba e che, storicamente, deriva dall'influsso del Primo Cinese Medio nell'Old Japanese, che a fine sillaba non ammetteva altri suoni nemmeno nei primi prestiti sino-giapponesi. La codina compare a fine sillaba senza modifiche nelle dimensioni. -Se la sillaba in "-n" (romanizzazione unica e invariabile) non è seguita da nulla (e.g. "Yamashita-san!"), si pronuncia /N/, cioè una "n" pronunciata con la radice della lingua in zona uvulare, dove cioè si pronuncia la "r" tedesca e francese o la "q" araba (q.g. qalam, qamuus). La vocale viene quindi colpita da una forte nasalizzazione, come in francese o portoghese. -Se dentro la frase, di base si sente /n/ di nave, che di fatto è la pronuncia tipica e basilare. -Se succeduta dai suoni bilabiali /b/ e /p/, esattamente come in italiano, si assimila in /m/. -Se succeduta dai suoni velari /k/ e /g/, si assimila in /ŋ/, come nell'italiano "panca, panchina, fango" o nell'inglese "king". In più, se sono palatalizzate, anche /ŋ/ si palatalizza leggermente, diventando /ŋʲ/. -Diventa "gn" di gnomo /ɳ/ se seguita da "ji", "(d)ji" e "chi", anche con i dittonghi. -Infine il cluster "-nn-" si assimila in /nn/ come in "nonno" e il cluster "-nm-" nella pronuncia rapida ha un esito analogo (e.g. "ranma" らんま, "confusione"). Un esempio di scrittura è la sillaba "kan" ガン, がん. Infine, riguardo specificatamente alle origini di -/n/, serviva ai giapponesi per accomodare la -n finale del Primo Cinese Medio, conservata tuttora in cinese moderno, e anche la codina nasale *-m, assimilatasi alle -n tra il Primo Mandarino e il Mandarino Medio (khanato mongolo e Dinastia Ming). La *-m è ritenuta in oreano, dialetto cantonese e vietnamita (vedi hanja e chu nom). |

A questi suoni, si aggiunge la nozione di allungamento vocalico: quando due vocali identiche sono scritte di fila, si pronuncia un'unica vocale che dura leggermente di più: ああ "aa" /a:/, いい "ii" /i:/, うう "uu" /ɯ:/, ええ "ee" /e:/ (anche la scrittura えい "ei" si legge /e:/), おお "oo" /o:/. Nel sistema Hepburn l'allungamento vocalico viene sempre indicato con un trattino orizzontale detto "macron" sopra una singola vocale nel caso in cui in giapponese sia usato il chōonpu (ー) o per le scritture "aa", "uu", "ee", "oo", "ou": ā, ī, ū, ē, ō; le scritture "ii" ed "ei" vengono sempre indicate per esteso. Un ultimo e diffusissimo allungamento vocalico è presente nella combinazione おう. La combinazione "ou" si romanizza ō e si pronuncia /o:/. la -u finale deriva dall'accomodamento finale di -/ŋ/ in cinese (conservato tuttora dal Primo Cinese Medio e Old Chinese), reso come */ũ/ nasalizzato, poi /ɯ̃/ e infine assimilatosi. Un esempio famoso è il nome dell'odierna capitale del Giappone, Tōkyō 東京 とうきょう, anticamente detta "Edo" 江戸. Oppure, deriva dalla mutazione di "-au" e "-eu" in "-ou", tale per cui l'accomodamento della pronuncia cinese si allontana da quella originale. Questo allungamento, insieme a "ū", è l'allungamento vocalico più diffuso in giapponese.
Il secondo, "ū" (うう, ゆう), si trova facilmente nei kanji (esattamente come "ō"), cioè i sinogrammi presi a prestito dai giapponesi, e deriva dall'accomodamento dello stop senza rilascio udibile di suono *-p del Primo Cinese Medio: fu adattato come -fu, dopodiché la consonante è caduta ed è rimasta solo a "u", che in svariati casi forma questo allungamento vocalico. La *-p è individuabile in coreano, cantonese, vietnamita e in svariati dialetti cinesi onservativi come il cantonese (famiglia Yue) e svariati Minnan (e.g. l'Amoy Hokkien, il taiwanese, il Teochew, il Quanzhou, lo Shangtou e l'Hakka). Altri allungamenti vocalici presenti in parole native giapponesi derivano da cadute di consonanti, sillabe interne o semivocali durante l'evoluzione della lingua.
Molti altri suoni che sono diventati sillabe derivano da accomodamenti della pronuncia del Primo Cinese Medio in giapponese (*-t, *-k) e sono reperibili nei kanji, ma non costituiscono casi particolari da prendere in analisi.
Tutti i dittonghi che iniziano con w-, se reperiti nei kanji, sono pure accomodamenti dal Primo Cinese Medio ed esistevano già durante l'Old Japanese (la pronuncia della vocale era unica). Oggi, in tutto il vocabolario giapponese, questi dittonghi sono spariti eccetto per "wa". In katakana, degli esempi di sillabe con questi dittonghi arcaici, utili per fare paragoni con le lingue sino-xeniche, per ricostruire il Primo Cinese Medio o per sbrogliare delle mancate corrispondenze nella pronuncia tra giapponese e lingue sino-xeniche, sono グワ(ン) gwa(n), クワ(ン) kwa(n),  グヱ(ン) gwe(n), クヱ(ン) kwe(n), ヱ(ン) we(n), ヰン wi(n).

## Grammatica

### Parti del discorso
Le parti del discorso presenti nella lingua giapponese sono cinque: sostantivo (名詞 "meishi"), verbo (動詞 "dōshi"), aggettivo (形容詞 "keiyōshi"), avverbio (副詞 "fukushi"), particella (助詞 "joshi"). Quest'ultima categoria racchiude le definizioni italiane di preposizione (前置詞 "zenchishi"), congiunzione (接続詞 "setsuzokushi") e interiezione (感嘆詞 "kantanshi" opp. 感動詞 "kandōshi"). I pronomi (代名詞 "daimeishi") non esistono come categoria a sé stante, ma sono trattati secondo i casi come sostantivi o come aggettivi. Gli articoli (冠詞 "kanshi") sono del tutto inesistenti. Alle cinque categorie, si possono aggiungere i classificatori (助数詞 "josūshi") e i numerali (数字 "sūji").

#### Sostantivi
Il sostantivo giapponese, nella maggior parte dei casi, non presenta distinzioni di genere e numero: sensei significa indistintamente "maestro", "maestra", "maestri" o "maestre". Quando si vuole caratterizzare un nome di persona secondo il genere, si possono far precedere le specificazioni otoko no (男の, maschio) e onna no (女の, femmina): Ko (bambino) diviene perciò otoko no ko (bambino maschio, ragazzo) oppure onna no ko (bambina, ragazza) a seconda dei casi. Un ristretto numero di sostantivi presenta una forma plurale ottenuta per raddoppiamento (con eventuale sonorizzazione della consonante), che può essere considerata alla stregua di un nome collettivo: hito (人, persona) diviene hitobito (人々, persone, gente).

##### Pronomi personali
Rientrano fra i sostantivi anche i pronomi personali, che presentano numerose forme per ciascuna persona (utilizzate a seconda del contesto per esprimere il grado di familiarità fra i parlanti):
| Pronome (kanji)            | Pronuncia (e rōmaji)          | Traduzione e glossa                                                        | Utilizzo         |
| -------------------------- | ----------------------------- | -------------------------------------------------------------------------- | ---------------- |
| 私                         | わたくし watakushi            | io (raro)                                                                  | molto formale    |
| 我,吾                      | われ ware                     | io                                                                         | molto formale    |
| 我が                       | わが waga                     | io                                                                         | molto formale    |
| 当方                       | とうほう tōhō                 | io (in lettere formali)                                                    | molto formale    |
| 小生                       | しょうせい Shōsei             | io (usato dai maschi)                                                      | formale          |
| 儂                         | わし washi                    | io (usato dai maschi)                                                      | formale          |
| 自分                       | じぶん jibun                  | io (usato dai maschi)                                                      | formale          |
| 私                         | わたし watashi                | io                                                                         | formale          |
| 僕                         | ぼく boku                     | io (usato dai maschi) (in questo contesto, si usa in famiglia o tra amici) | informale        |
| 儂                         | わし washi                    | io (usato dai maschi)                                                      | informale        |
| 自分                       | じぶん jibun                  | io (usato dai maschi)                                                      | informale        |
| 俺                         | おれ ore                      | io (usato dai maschi)                                                      | informale        |
| おいら                     | おいら oira                   | io (usato dai maschi)                                                      | informale        |
| 私                         | わたし watashi                | io                                                                         | informale        |
| 己                         | おら ora                      | io (kanji opzionali)                                                       | informale        |
| 私                         | わて wate                     | io (kanji opzionali)                                                       | informale        |
| 私                         | あた(く)し ata(ku)shi         | io (usato dalle femmine) (kanji opzionali)                                 | informale        |
| 家, 内                     | うち uchi                     | io (usato dalle femmine)                                                   | informale        |
| 私                         | あたい atai                   | io (usato dalle femmine) (kanji opzionali)                                 | molto formale    |
| 貴官                       | きかん kikan                  | tu                                                                         | molto formale    |
| お宅 opp. 御宅             | おたく otaku                  | tu                                                                         | formale          |
| 御社                       | おんしゃ onsha                | tu                                                                         | formale          |
| 貴社                       | きしゃ kisha                  | tu                                                                         | formale          |
| 貴方; 貴男 (m.), 貴女 (f.) | あなた anata                  | tu                                                                         | formale          |
| 貴方; 貴男 (m.), 貴女 (f.) | あなた anata                  | tu                                                                         | informale        |
| あんた                     | あんた anta                   | tu                                                                         | informale        |
| 君                         | きみ kimi                     | tu                                                                         | informale        |
| 貴下                       | きか kika                     | tu                                                                         | informale        |
| お前                       | おまえ omae                   | tu                                                                         | molto informale  |
| 手前                       | てめえ temē, てまえ temae     | tu (usato dai maschi)                                                      | maleducato       |
| 貴様                       | きさま kisama                 | tu (usato dai maschi)                                                      | molto maleducato |
| あの方 opp. 彼の方         | あのかた anokata              | lui, lei                                                                   | molto formale    |
| 彼                         | かれ kare                     | lui, lei                                                                   | formale          |
| あの人 opp. 彼の人         | あのひと anohito              | lui, lei                                                                   | formale          |
| 彼女 (f.)                  | かのじょ kanojo               | lei                                                                        | formale          |
| 彼                         | かれ kare                     | lui, lei                                                                   | informale        |
| あの人                     | あのひと anohito              | lui, lei                                                                   | informale        |
| 奴                         | やつ yatsu                    | lui, lei (nonostante il radicale)                                          | informale        |
| 彼女 (f.)                  | かのじょ kanojo               | lei                                                                        | informale        |
| 此奴                       | こいつ koitsu, こやつ koyatsu | lui, lei                                                                   | molto informale  |
| 其奴                       | そいつ, soitsu そやつ soyatsu | lui, lei                                                                   | molto informale  |
| 彼奴                       | あいつ, aitsu あやつ ayatsu   | lui, lei                                                                   | molto informale  |

Lo stesso, con l'aggiunta del suffisso -たち -tachi, vale per gran parte delle forme plurali. il suffisso per formare i pronomi plurali si scrive solitamente in kana e il kanji relativo è 達. L'eccezione è "noi", che si può rendere anche con il raddoppio 我々o 吾々, ware-ware. Il suffisso del plurale -tachi non si usa però con la terza persona, in cui invece si usa -ra ら, che si scrive di solito in kana e in kanji equivale a 等 come contrassegno di pluralità. A questo suffisso si collega la seconda eccezione, cioè un secondo modo irregolare di dire "noi", 我ら o 吾ら warera. La terza e ultima è 俺ら warera ("noi"). Un pronome in disuso è il plurale maiestatis "Noi", usato dall'Imperatore del Giappone per dire "io", che è 朕 ちん chin.
Alcune precisazioni:
- Il pronome di prima persona watakushi è una forma molto formale e ormai caduta in disuso; anche watashi è formale ma in misura minore rispetto a watakushi. Boku e atashi invece sono abbastanza informali e usati perlopiù tra amici e in famiglia. Ore è invece ancora più informale e talvolta considerato maleducato.
- I pronomi usati solo dai maschi (nelle canzoni e nella vita quotidiana), in rari casi, sono usati pure dalle femmine ma il loro utilizzo viene considerato maleducato poiché parlano come un maschio.
- Riguardo ai pronomi di seconda persona, esistono ulteriori forme: otaku (da non confondere con l'omonima subcultura) è un'altra forma estremamente formale, al pari di watakushi e in disuso. Anche anata è sempre formale ma meno di otaku. Kimi è la forma informale standard, mentre omae e anta sono ancora più colloquiali. Ancora più in basso, vi sono le forme temē e kisama, che sono considerati dei veri e propri insulti (sarebbe come dire: "Tu, bastardo!"); inoltre, Kisama è molto più offensivo rispetto a temē.
- I pronomi di terza persona sono quelli che hanno meno forme. Le forme esistenti sono kare e kanojo, il cui grado di formalità/informalità è neutro. A questi però vi sono da aggiungere altre due forme, molto informali, aitsu e yatsu.
- Il giapponese è una lingua pro-drop, vale a dire che non è obbligatorio esprimere il soggetto della frase. Il soggetto viene nella maggior parte delle volte sottinteso e ci si affida al contesto per capirlo, viene espresso solo in caso sia necessario specificarlo per evitare ambiguità, essendo i verbi privi di desinenze che specificano la persona.
- Utilizzare solo il "Tu" risulta innaturale poiché i giapponesi usano quasi sempre il nome dell'interlocutore, quindi "マリオが元気?" (Mario ga genki?) può significare sia "Come sta Mario?" ma anche "(Tu) Mario come stai?". Quando ci si riferisce ad un superiore, al posto del nome si utilizza il suo titolo di lavoro.

### I tre tipi di verbi in giapponese
I verbi in giapponese si dividono in tre macro-aree: verbi di 1ª classe/tipo I/verbi godan/verbi forti/verbi a cinque uscite/verbi in-u, verbi di 2ª classe/tipo II/verbi ichidan/verbi a una uscita/verbi deboli/verbi in -iru e -eru, verbi irregolari. In sintesi, i tre gruppi sono verbi godan, ichidan (e qualche falso amico tra le prime due classi) e irregolari. Per la precisione, escludendo le eccezioni:
- i verbi godan 五段動詞, godandōshi hanno la forma del dizionario che finisce in -u う, -tsu つ, -ru る, -ku く, -gu ぐ, -bu ぶ, -mu む, -su す, -nu ぬ (in giapponese moderno, un solo verbo finisce in -nu ed è 死ぬ しぬ, shinu, "morire", insieme ai suoi composti; anticamente, un secondo e ultimo verbo poteva finire in -nu ed era 往ぬ いぬ inu, "andare; (il tempo) passare; marcire; morire"). I godan sono la maggioranza dei verbi in giapponese;
- i verbi ichidan 一段動詞, ichidandōshi hanno la forma del dizionario che finisce tassativamente in -iru いる e -eru える (quindi non bisogna fermarsi a osservare solo "-ru"). In altre parole, tutti i verbi che non finiscono in -iru e -eru (ichidan) per esclusione sono godan eccetto dei verbi che finiscono in -iru, anch'essi godan: si riconoscono come falsi amici in circa 2/3 dei casi perché "-iru" non è scritto in hiragana (e quindi non è l'okurigana, che si ferma a "ru". Ergo, sono in "-ru", quindi godan). I verbi ichidan hanno la radice che, nella coniugazione, conserva le vocali /e/ oppure /i/, che non subiscono mai cambiamenti;
- i verbi irregolari in giapponese sono solo ufficialmente due e si imparano a memoria: suru する (che è anche un suffisso verbale che forma molti verbi in giapponese a partire da radici perlopiù sino-giapponesi, "-suru", storicamente derivato da "su" e che in un gruppo di verbi si trova sonorizzato come "-zuru") e kuru 来る. "Suru" significa "fare", mentre "kuru" significa "venire". Non ufficialmente, sono cinque siccome altri verbi mostrano delle irregolarità (e dunque sono semi-regolari): oltre a suru/-suru e kuru, si contano pure aru 有る ある "esserci " (è il verbo esistenziale, usato però con gli oggetti inanimati: con le persone e animali si usa いる iru, oggi regolare e anticamente をる woru, irregolare), iku/yuku 行く (andare) e la copula dearu である ("essere", da cui deriva la coniugazione cortese dearimasu であります; la variante colloquiale è da だ, da cui deriva la coniugazione cortese orale desu です, pronunciata /des/). Svariati verbi giapponesi irregolari risalgono all’antico giapponese, come ad esempio す(る), 来る, ある, 死ぬ, 往ぬ e をる woru (>居る iru, oggi regolare).

In sintesi, i verbi irregolari, di origine solitamente arcaica, sono suru/-suru, kuru, aru (per oggetti), iku/yuku e dearu/da. Tutti gli altri sono regolari e sono ichidan (-iru, -eru) o, per eliminazione, sono godan, cioè la maggioranza. I falsi amici sono perlopiù verbi in -iru che in realtà sono godan siccome -iru non è parte dell'okurigana (in circa 2/3 dei verbi in -iru sono in realtà godan): osservare bene come è scritto può essere d'aiuto.
Il verbo giapponese presenta una coniugazione che permette di distinguere il modo e il tempo dell'azione (presente/futuro e passato) e due aspetti (azione finita e azione non finita/in corso, cioè aspetto perfettivo e imperfettivo), ma non la persona. Quest'ultima si dà per scontata o si indica come si fa in inglese. La coniugazione segue le regole proprie delle lingue agglutinanti: i suffissi si uniscono alla radice del verbo senza fondersi e contengono ciascuno un'unica informazione semantica. Si inseriscono come esempio le coniugazioni di due verbi:
1) taberu, mangiare (verbo ichidan: l'okurigana finisce in -beru e conserva sempre la /e/)
- tabe: davanti a tutti i suffissi (tranne ba);
- taberu: forma non caratterizzata;
- tabere: usata anche davanti al suffisso ba;
- tabero: forma imperativa

2)kaku, scrivere (verbo godan)
- kaka: davanti ai suffissi nai, reru, seru;
- kaki: davanti al suffisso masu, tai;
- kai: davanti ai suffissi ta, tara, tari, te;
- kaku: forma non caratterizzata;
- kake: forma imperativa; usata anche davanti al suffisso ba e ru;
- kako: utilizzata solo per l'esortativo Kakō

Elenchiamo di seguito i suffissi più comuni:
- ta: passato (corrispondente a tutte le forme passate dei verbi italiani);
- te: gerundio, sospensivo (usato in proposizioni coordinate), imperativo gentile;
- nai: negativo;
- tai: è uno dei modi per indicare la volontà di compiere un'azione;
- masu: forma gentile;
- ba: condizionale (usato nel periodo ipotetico);
- reru (rareru per i verbi ichi-dan): passivo;
- ru (rareru per i verbi ichi-dan): potenziale (posso mangiare, posso scrivere);
- seru (saseru per i verbi ichi-dan): causativo (faccio mangiare, faccio scrivere).

Il suffisso nai si coniuga come un aggettivo, mentre il suffisso reru, ru e seru si coniugano come normali verbi ichi-dan.
In tabella diamo la coniugazione completa di due verbi ichi-dan e di nove verbi go-dan (si presti attenzione alle modifiche eufoniche, evidenziate dal grassetto; ad esse si aggiungono dette palatalizzazioni):
|                          | mangiare   | vedere   | scrivere | andare  | nuotare   | parlare     | aspettare | morire    | chiamare | leggere  | attraversare | comprare |
| Forma non caratterizzata | taberu     | miru     | kaku     | iku     | oyogu     | hanasu      | matsu     | shinu     | yobu     | yomu     | wataru       | kau      |
| Passato                  | tabeta     | mita     | kaita    | itta    | oyoida    | hanashita   | matta     | shinda    | yonda    | yonda    | watatta      | katta    |
| Gerundio                 | tabete     | mite     | kaite    | itte    | oyoide    | hanashite   | matte     | shinde    | yonde    | yonde    | watatte      | katte    |
| Negativo                 | tabenai    | minai    | kakanai  | ikanai  | oyoganai  | hanasanai   | matanai   | shinanai  | yobanai  | yomanai  | wataranai    | kawanai  |
| Forma gentile            | tabemasu   | mimasu   | kakimasu | ikimasu | oyogimasu | hanashimasu | machimasu | shinimasu | yobimasu | yomimasu | watarimasu   | kaimasu  |
| Condizionale             | tabereba   | mireba   | kakeba   | ikeba   | oyogeba   | hanaseba    | mateba    | shineba   | yobeba   | yomeba   | watareba     | kaeba    |
| Passivo                  | taberareru | mirareru | kakareru | ikareru | oyogareru | hanasareru  | matareru  | shinareru | yobareru | yomareru | watarareru   | kawareru |
| Potenziale               | taberareru | mirareru | kakeru   | ikeru   | oyogeru   | hanaseru    | materu    | shineru   | yoberu   | yomeru   | watareru     | kaeru    |
| Causativo                | tabesaseru | misaseru | kakaseru | ikaseru | oyogaseru | hanasaseru  | mataseru  | shinaseru | yobaseru | yomaseru | wataraseru   | kawaseru |

Diamo anche la coniugazione di suru (fare) e kuru (venire), due verbi irregolari giapponesi, della copula da (contrazione di dearu) e del suffisso masu:
| Forma non caratterizzata | suru    | kuru     | da        | masu    |
| Passato                  | shita   | kita     | datta     | mashita |
| Gerundio                 | shite   | kite     | datte, de | mashite |
| Negativo                 | shinai  | konai    | dewa nai  | masen   |
| Forma gentile            | shimasu | kimasu   | desu      | -       |
| Condizionale             | sureba  | kureba   | naraba    | -       |
| Passivo                  | sareru  | korareru | -         | -       |
| Potenziale               | dekiru  | korareru | -         | -       |
| Causativo                | saseru  | kosaseru | -         | -       |

Le forme dubitative di da e masu (rispettivamente darō e mashō) sono frequentemente usate, la prima per esprimere l'incertezza nel futuro (viene posposta alla forma non caratterizzata dei verbi: taberu darō, forse mangerò), la seconda per esprimere un'esortazione gentile (tabemashō, mangiamo).

### Aggettivi in giapponese
In giapponese esistono quattro gruppi di aggettivi: aggettivi terminanti in -i, in -na, gli attributivi/prenominali e gli irregolari/aventi una versione arcaica. Per la precisione:
- gli aggettivi terminanti in -i, come dice il nome stesso, si riconoscono perché finiscono in -i い (ma mai in えい ei) nella loro forma base, reperibile in un dizionario e in giapponese si chiamano "verbi aggettivali/verbi attributivi" (形容詞 keiyōshi). Nell'okurigana, si nota la -i い e, in taluni aggettivi nati durante l'Old Japanese e che indicano degli stati mentali, la terminazione -shii しい sempre in okurigana. In Old Japanese erano due categorie diverse che si sono fuse durante il Tardo Giapponese Medio. Un esempio è atara.shii (新しい, "nuovo)". Se usati come avverbi, prendono -ku く al posto di -i.
- gli aggettivi in -na si riconoscono perché finiscono con una qualunque altra vocale e in -ei nella loro forma base. Possono pure finire con la coda nasale -n, e.g. hen 変 (strano). In giapponese si chiamano "nomi aggettivali/nomi attributivi" (形容動詞 keiyō-dōshi). Quando si impiegano in forma attributiva non determinata, semplicemente prendono "na" な invece di "no" の, che si usa con i nomi; quando sono usati come avverbi, invece, prendono "ni" al posto di -i. In tutti gli altri casi, si coniugano attaccandogli la coniugazione della copula "da". Al contrario, gli aggettivi terminanti in -i hanno una coniugazione a sé. Alcuni di questi aggettivi in -na risalgono pure all'Old Japanese e sono riconoscibili perché terminano in -yaka やか in okurigana. Un esempio è aza.yaka (鮮やか, "vivido, brillante"). Altri aggettivi arcaici di questa categoria risalente all'Old Japanese sono quelli in -raka, e.g. 明らか "chiaro, ovvio/lampante";
- gli attributivi/prenominali (連体詞, rentaishi) sono tutti quelli che non appartengono al primo e secondo gruppo. Come suggerisce il nome stesso, si possono usare prima di un nome ma mai come predicato nominale dell'intera frase. Sono perlopiù resti fossili e sono varianti di aggettivi che si possono usare come predicato. Un esempio è ō.kina 大きな (grosso), variante di ōki.i 大きい.
- gli aggettivi irregolari presentano delle irregolarità nella coniugazione. Il più celebre e diffuso di essi è yoi 良い, che significa "buono". A questo si aggiunge 無い. Entrambi possiedono una versione regolare e una forma irregolare arcaica, yoshi 良し e nashi 無し. Tipicamente, gli arcaismi invece di terminare in -i terminano in -shi e -ki. Le irregolarità derivano da resti fossili del Giapponese Medio.

Nelle grammatiche, le due varianti della classe di aggettivi coniugabili in -na sono sporadicamente trattate e sono gli "aggettivi in -taru" (ト・タル形容動詞 to, taru keiyōdōshi) e gli "aggettivi in -naru" (タルト型活用 taruto-kata katsuyō), cioè un piccolo numero di aggettivi che invece di prendere -na prendono -taru e -naru quando si usano in funzione attributiva (quelli in -taru, se usati come avverbio, prendono -to invece di -ni). Entrambi i gruppi sono nati durante l'Old Japanese.
Gli aggettivi giapponesi possono essere utilizzati come attributi o predicati nominali. Si osservi l'esempio con l'aggettivo samui (freddo):
- samui tokoro: un luogo che è freddo > un luogo freddo;
- samukatta tokoro: un luogo che era freddo;
- kyō wa samui: oggi è freddo;
- kinō wa samukatta: ieri era freddo.

In tutti i casi si può immaginare che il verbo essere sia incluso nell'aggettivo che termina in -i, unico tipo di aggettivo che subisce vere e proprie variazioni morfologiche.
Riportiamo in tabella le due coniugazioni:
|                                      | felice (agg. in -i) | bello (agg. in -na) |
| Forma attributiva non caratterizzata | ureshii             | kirei na            |
| Forma predicativa non caratterizzata | ureshii             | kirei da            |
| Passato                              | ureshikatta         | kirei datta         |
| Gerundio                             | ureshikute          | kirei de            |
| Negativo                             | ureshikunai         | kirei dewa nai      |
| Forma gentile                        | ureshii desu        | kirei desu          |
| Condizionale                         | ureshikereba        | kirei naraba        |
| Esortativo                           | ureshii darō        | kirei darō          |

L'ausiliare negativo nai, già incontrato con i verbi, si coniuga come un normale aggettivo in i. Per questo motivo la coniugazione completa di un verbo, che comprende anche tutte le forme gentili e tutte le forme negative, è sviluppata utilizzando anche alcune forme della coniugazione dell'aggettivo (evidenziate in grassetto):
|                          | mangiare    | non mangiare | mangiare (gentile) | non mangiare (gentile)               |
| Forma non caratterizzata | taberu      | tabenai      | tabemasu           | tabemasen o tabenai desu             |
| Passato                  | tabeta      | tabenakatta  | tabemashita        | tabemasen deshita o tabenakatta desu |
| Gerundio                 | tabete      | tabenakute   | tabemashite        | -                                    |
| Condizionale             | tabereba    | tabenakereba | -                  | -                                    |
| Passivo                  | taberareru  | taberarenai  | taberaremasu       | taberaremasen                        |
| Potenziale               | taberareru  | taberarenai  | taberaremasu       | taberaremasen                        |
| Causativo                | tabesaseru  | tabesasenai  | tabesasemasu       | tabesasemasen                        |
| Dubitativo               | taberu darō | tabenai darō | taberu deshō       | tabenai deshō                        |
| Esortativo               | tabeyō      | -            | tabemashō          | -                                    |

### Avverbi
Gli avverbi giapponesi, come già accennato, si formano per lo più dagli aggettivi, cambiando la desinenza da i in ku (per i veri aggettivi) e da na in ni (per gli aggettivi impropri):
- ureshii, felice > ureshiku, felicemente;
- shizuka na, tranquillo > shizuka ni, tranquillamente.

Altri avverbi sono indipendenti dagli aggettivi, e la loro forma può variare (zenbu, completamente; ima, ora). Frequenti sono le forme avverbiali raddoppiate, spesso con curiosi effetti onomatopeici (tabitabi, a volte; pikapika, in modo scintillante; nikoniko, con il sorriso)

### Numerali
I numerali hanno due letture in giapponese, come gran parte dei kanji: lettura cinese/on'yomi e lettura giapponese nativa/kun'yomi. Nel sistema di numerazione giapponese i numeri elevati, dopo la serie con -tsu, sono sinonimi della lettura cinese e il loro utilizzo è facoltativo: semplicemente, l'uso della pronuncia giapponese li rende più informali. Quanto ai primi numeri con lettura doppia, l'utilizzo di una lettura al posto di un'altra dipende per esempio dal classificatore (vedi avanti): alcuni classificatori prendono una specifica lettura dei numeri. Un fenomeno analogo avviene pure in coreano, dove esiste una doppia lettura dei numerali: sino-coreana e coreana nativa.
| Numerale (kanji) | Kun'yomi (e rōmaji)        | On'yomi (e rōmaji)   | Traduzione                                 |
| ---------------- | -------------------------- | -------------------- | ------------------------------------------ |
| 零, 〇           | - - -                      | れい rei             | zero, 0                                    |
| 一, 壹/壱        | ひと・つ hito(tsu)         | い ichi              | un/uno/una, 1                              |
| 二, 貳/弐        | ふた・つ futa(tsu)         | に ni                | due, 2                                     |
| 三, 參           | み・っつ mi(ttsu)          | さん san             | tre, 3                                     |
| 四, 肆           | よ・っつ yo(ttsu)          | し shi               | quattro, 4                                 |
| 五, 伍           | いつ・つ itsu(tsu)         | ご go                | cinque, 5                                  |
| 六, 陸           | む・っつ mu(ttsu)          | ろく roku            | sei, 6                                     |
| 七, 柒/漆        | なな・つ nana(tsu)         | しち shichi          | sette, 7                                   |
| 八, 捌           | や・っつ ya(ttsu)          | はち hachi           | otto, 8                                    |
| 九, 玖           | ここの・つ kokono(tsu)     | く, きゅう ku, kyū   | nove, 9                                    |
| 十, 拾           | とお, -そ tō, -so          | じゅう jū            | dieci, 10                                  |
| 十三             | とさ tosa                  | じゅうさん jū-san    | tredici, 13                                |
| 二十             | ふたそ, はた futatsu, hata | にじゅう ni-jū       | venti, 20                                  |
| 三十             | みそ miso                  | さんじゅう san-jū    | trenta, 30                                 |
| 四十             | よそ yoso                  | しじゅう shi-jū      | quaranta, 40                               |
| 五十             | iいそ iso                  | ごじゅう go-jū       | cinquanta, 50                              |
| 六十             | むそ muso                  | ろくじゅう roku-jū   | sessanta, 60                               |
| 七十             | ななそ nanaso              | しちじゅう shichi-jū | settanta, 70                               |
| 八十             | やそ yaso                  | はちじゅう hachi-jū  | ottanta, 80                                |
| 九十             | ここのそ kokonoso          | くじゅう ku-jū       | novanta, 90                                |
| 百, 佰           | もも momo                  | ひゃく hyaku         | cento, 100                                 |
| 千, 阡/仟        | ち chi                     | せん sen             | mille, 1000                                |
| 万, 萬           | よろず yorozu              | まん man             | diecimila, 10.000                          |
| 億               | - - -                      | おく oku             | cento milioni, 108                         |
| 兆               | - - -                      | ちょう chō           | bilione (mille miliardi), 1012             |
| 京               | - - -                      | けい kei             | dieci biliardi (milioni di miliardi), 1016 |

La tabella spiega anche alcuni tratti culturali giapponesi intorno ai numeri: il numero 4 e 9, "shi" e "ku", sono sfortunati perché la pronuncia on'yomi è uguale a "shi" e "ku" 死 苦 , "morte" e "sofferenza". In giapponese viene anche usato il kanji 両 (りょう), una modifica del sinogramma 两 (liang3). In giapponese, oggi è un prefisso che indica il concetto di "entrambi" (e.g. りょうちいき 両地域, "entrambi i territori"). In più, ha dei significati arcaici oggi in disuso (per esempio, poteva essere usato come classificatore per i vestiti) e si usa come classificatore per i carri armati. Sempre tra i kanji, si può reperire anche 雙 ソウ, che in cinese si semplifica come 双 (shuang1). In giapponese, è uno dei classificatori che indica il concetto di paio. In cinese moderno, sia 两 che 双 sono usatissimi: il primo indica il numero "due" come quantità e non concetto astratto (e.g. quando si leggono le operazioni matematiche, quando si declama il proprio numero di telefono, numero civico, il giorno due, il mese di febbraio, l'anno due a.C./d.C. ecc.). Shuang1 invece è un classificatore che indica la coppia e gli oggetti in coppia, insieme a 对 dui4. I due caratteri sono in uso pure in coreano, ma liang3 non è numerale, come non lo è nemmeno in giapponese. Liang3 ha pure, in cinese, una versione colloquiale che non prende il classificatore, lia3 (俩, arcaicheggiante 倆). In giapponese (ろう , りょう) e coreano, questo sinogramma non è in uso.

#### Classificatori
I classificatori sono delle sillabe aventi la versione in kanji e perlopiù sino-giapponesi che indicano una quantità, anche laddove non serve una parola simile (e.g. un litro di latte, un sacco di riso, tre persone > "tre-unità-di persone"). Ogni parola o gruppo di parole ha il suo classificatore. Il classificatore è presente anche in cinese, coreano e vietnamita e alcuni classificatori coincidono tra loro sia in scrittura che modalità d'utilizzo.
I numeri ordinali combinati con i classificatori si ottengono aggiungendo 目 -me dopo il classificatore. Per esempio, "prima volta" si scrive e pronuncia 一回目 ikkaime. Tuttavia, l'ordinale non è sempre necessario laddove si usa nelle altre lingue, fenomeno che si ritrova pure in coreano e cinese. In queste due lingue, l'ordinale si ottiene con la sillaba 第, che in cinese è un prefisso (e.g. "prima volta" 第一次, 第一回 se colloquiale).

### Particelle
Le particelle giapponesi svolgono diverse funzioni all'interno della frase:
- determinano il caso del sostantivo a cui sono poste (particelle di caso);
- servono ad enfatizzare particolari elementi della frase (particelle enfatiche);
- poste alla fine del periodo, ne caratterizzano l'intonazione complessiva (particelle finali).

#### Particelle di caso
In giapponese il caso dei sostantivi è sempre espresso attraverso la posposizione di particelle. Alcune di queste particelle (per lo più quelle per il soggetto, il complemento oggetto e il complemento di termine) vengono talvolta tralasciate nel linguaggio colloquiale. Le particelle di caso sono nove: ga, o(a volte scritto come wo), no, ni, e, de, kara, made, yori. Di seguito elenchiamo le loro funzioni principali.
- Ga: scritto con il kana が indica il soggetto (tenki ga yoi, "il tempo è bello"). Si noti che alle volte il soggetto giapponese non coincide con quello italiano: in presenza di un verbo alla forma potenziale, ad esempio, ga può individuare il complemento oggetto italiano (Nihongo ga hanaseru, "sa parlare il giapponese").
- O: si scrive con il kana を (propriamente wo) e indica il complemento oggetto (Ringo o tabemasu, "mangio una mela"). A volte si usa per il complemento di moto per luogo (mori o arukimasu, "cammino nel bosco").
- No: si scrive con il kana の e indica il complemento di specificazione (Kyōko no hon, "il libro di Kyōko"). È usato di frequente per indicare una relazione di dipendenza tra due sostantivi, anche quando in italiano si utilizza un complemento differente da quello di specificazione (go-kai no apāto, "l'appartamento al quinto piano").
- Ni: si scrive con il kana に e indica il complemento di termine (Tanaka-san ni tegami o kakimasu, "scrivo una lettera al signor Tanaka"), il complemento di moto a luogo (ie ni kaerimasu, "torno a casa") e con i verbi di stato anche il complemento di stato in luogo (ie ni imasu, "sono in casa"). Con i verbi alla forma passiva o causativa può indicare il reale soggetto dell'azione, che in italiano è espresso rispettivamente dal complemento di agente e dal complemento di termine.
- E: si scrive con il kana へ (propriamente he) e indica il complemento di moto a luogo e può essere usata in sostituzione di ni per esprimere avvicinamento (ie e ikimasu, "vado verso casa"). A volte si usa in composizione con no (Tōkyō e no densha, *"il treno di verso Tōkyō" > "il treno diretto a Tōkyō").
- De: si scrive con il kana で e indica il complemento di mezzo (enpitsu de kakimasu, "scrivo a matita") e il complemento di stato in luogo con i verbi di azione (daigaku de benkyō shimasu, "studio all'università"). Può anche indicare il complemento di causa (kaji de ie ga yakemashita, "a causa dell'incendio, la casa è stata bruciata").
- To: si scrive con il kana と e indica il complemento di compagnia (Aiko to asondeimasu, "gioco con Aiko"), funge da congiunzione (inu to neko o mimashita, "ho visto un cane e un gatto"), è usato in modo simile alla congiunzione che o alla preposizione di italiane quando introducono il discorso indiretto (kare wa Aiko ga kuroi neko o mita to iimasu, "lui ha detto che Aiko ha visto un gatto nero").
- Kara: si scrive con i kana から e indica il complemento di moto da luogo (Tōkyō kara shūppatsu shimasu, "parto da Tōkyō"). Con i verbi alla forma passiva può indicare il complemento di agente.
- Made: si scrive con i kana まで e significa fino a. In composizione con kara può indicare un intervallo temporale (jugyō ga 11-ji kara 12-ji made desu, "la lezione è dalle 11 alle 12").
- Yori: si scrive con i kana より e significa da parte di ed è di uso molto limitato. Si utilizza nelle lettere per indicare il mittente (Suzuki Tarō yori, "da parte di Tarō Suzuki"). Si utilizza inoltre per specificare il secondo termine in un paragone (hana yori dango, "i ragazzi sono meglio dei fiori"), più facile da ricordare se tradotto come piuttosto che.

#### Particelle enfatiche
Alcune particelle, dette enfatiche non sono utilizzate per indicare il caso, ma piuttosto per focalizzare l'attenzione su qualche elemento della frase. Esse si presentano in sostituzione di ga e o oppure in aggiunta alle altre particelle di caso. Le più importanti sono wa e mo, descritte di seguito.
- Wa: si scrive con il kana は (propriamente ha) e indica il tema della frase, ossia all'elemento che risponde alla domanda implicita da cui scaturisce il messaggio espresso nella frase. Spesso il tema coincide con il soggetto, ma non sempre è così. Si confrontino i due esempi:

Neko wa niwa ni imasu: "il gatto è in giardino" (domanda implicita: Dov'è il gatto?, tema: Il gatto);
Niwa ni wa neko ga imasu: "in giardino c'è un gatto" (domanda implicita: Che cosa c'è in giardino?, tema: Il giardino).
- Mo: si scrive con il kana も e significa anche (watashi mo ikimasu, "vado anch'io") oppure sia... che..., se raddoppiato (Yukiko-chan ni mo Satoshi-kun ni mo denwa shimashita, "ho telefonato sia a Yukiko che a Satoshi"). Se il verbo che segue è negativo, si traduce come neanche oppure né... né..., se raddoppiato.

#### Particelle finali
Soprattutto nel linguaggio parlato, si tende a sottolineare l'intonazione di un periodo aggiungendo una o più particelle finali. La scelta di queste particelle dipende dal sesso di chi parla e dall'intento espressivo che si vuole ottenere. Ricordiamo di seguito le più importanti.
- Ka: si scrive con il kana か e indica una domanda, e si usa soprattutto nel linguaggio cortese o formale (nan desu ka, "che cos'è?"). Nel linguaggio informale può essere sostituita da kai (maschile) o da no (femminile), oppure essere del tutto assente ma in quel caso è necessario dare un'intonazione verso l'alto come in italiano e scrivere un punto interrogativo. Alla fine delle domande formali non è necessario mettere il punto interrogativo visto che la particella か fa già il suo lavoro, ma comunque lo si vede spesso.
- Ne: si scrive con il kana ね e indica una richiesta di conferma nei confronti di chi ascolta (atsui ne, "fa caldo, eh?"). Nel linguaggio colloquiale può essere enfatizzata e assumere la forma allungata nē.
- Yo: si scrive con il kana よ e sottolinea che si tratta dell'opinione di chi parla (kawaii yo, "(per me) è carino!"). Nel linguaggio femminile, provoca spesso la caduta dell'eventuale da che lo precede. Può essere usata in combinazione con ne (samui yo ne, "fa freddo, eh!?").
- Wa: propria del linguaggio femminile, indica una leggera esclamazione o un coinvolgimento da parte di chi parla (tsukareta wa, "come sono stanca"). Si scrive con il kana わ e non va confusa con la particella enfatica wa は.
- Zo: utilizzata specialmente dai maschi, si scrive con il kana ぞ e conferisce alla frase un tono di avvertimento o anche di minaccia (kore de sumanai zo, "non finisce qui!").

### Sintassi
La struttura della frase giapponese obbedisce al seguente schema generale:
[Tema] + wa + [soggetto] + ga + [complementi + particelle di caso] + [complemento di termine] + ni + [complemento oggetto] + o + [predicato] + [particelle finali]
È consentita una certa elasticità nella successione dei complementi, ma il tema si trova sempre in prima posizione e il verbo sempre alla fine. Inoltre, tutto ciò che ha la funzione di specificare precede rigorosamente l'elemento a cui è riferito (gli attributi e i complementi di specificazione precedono i nomi, gli avverbi precedono i verbi, le proposizioni subordinate precedono la principale). Questi vincoli fanno sì che la disposizione delle parole in un periodo giapponese sia spesso l'opposto di quella italiana:
Kyō wa Tōkyō no tomodachi ni nagai tegami o kakimasu, "oggi scrivo una lunga lettera a un amico di Tōkyō" (letteralmente: Oggi-(tema)-Tōkyō-di-amico-a-lunga-lettera-(oggetto)-scrivo);
Ame ga futte iru kara, dekakemasen, "non esco perché piove" (letteralmente: pioggia-(soggetto)-cadendo sta-poiché-non esco)
In giapponese tutto ciò che è superfluo viene solitamente tralasciato. Il soggetto, per esempio, viene espresso soltanto nei casi in cui la sua mancanza renderebbe il messaggio incomprensibile. Questa caratteristica, unita alla tendenza a mettere in risalto ciò che è secondario, fa sì che l'espressione del pensiero in giapponese risulti generalmente più sfumata e ambigua di quanto non avvenga in italiano.

#### Modelli di proposizioni
Frase copulativa: utilizza la copula da(colloquiale) / desu(formale) che può essere tradotta come "essere".
- Affermativa: [Soggetto] + wa + [Nome del predicato] + だ da / です desu.

Watashi wa gakusei da, Io sono uno studente (colloquiale); Maria-san wa itariajin desu, Maria è italiana (formale).
- Negativa: [Soggetto] + wa + [Nome del predicato] + じゃない janai / じゃありません ja arimasen / ではない dewa nai / で(は) ありません de(wa) arimasen.

Watashi wa sensei janai, Io non sono un professore (colloquiale); Maria-san wa nihonjin dewa arimasen, Maria non è giapponese (formale).
- Interrogativa: [Soggetto] + wa + [Nome del predicato] + ですか desu ka / ではありませんか de(wa) arimasen ka (il punto interrogativo è opzionale).

Anata wa gakusei desu ka?, Tu sei uno studente?; Maria-san wa itariajin desu ka?, Maria è italiana?.
Frase esistenziale: utilizza i verbi imasu e arimasu (esserci, esistere), il primo per gli esseri animati, il secondo per quelli inanimati. Essi sono di solito scritti solo in kana, rispettivamente います e あります, ma anche se raramente è possibile vederli scritti come 居ます e 有ります.
- Affermativa: [Soggetto] + wa / ga + います imasu / あります arimasu.

Isu ga arimasu, C'è una sedia; Sensei ga imasu, C'è il professore.
- Negativa: [Soggetto] + wa / ga + いません imasen / ありません arimasen.

Isu wa arimasen, Non ci sono sedie; Sensei wa imasen, Non ci sono professori.
- Interrogativa: [Soggetto] + wa / ga + いますか imasu ka / ありますか arimasu ka / いませんか imasen ka / ありませんか arimasen ka.

Isu wa arimasu ka?, Ci sono sedie?; Sensei ga imasen ka?, Non c'è il professore?.

#### Modelli di periodo
Periodo causale: è costituito da una proposizione principale e da una proposizione subordinata causale.
- Forma normale: [Subordinata] + (のだ) から (no da) kara / ので no de + [Principale] + (のです) (no desu).

Kōhī ga suki dewa nai kara, nomimasen, Poiché non mi piace il caffè, non lo bevo.
- Forma invertita: [Principale] + (のです) (no desu). [Subordinata] からです kara desu / のです no desu.

Kōhī o nomimasen. Suki dewa nai no desu, Non bevo caffè. Il fatto è che non mi piace.
Proposizione finale: quella che in italiano è una proposizione finale si traduce in giapponese con una proposizione seguita dal termine ために tame ni o semplicemente に ni qualora il verbo della reggente sia un verbo di movimento.
- Aiko ni hanasu tame ni denwa shita: Ho telefonato per parlare con Aiko, (Aiko ni: ad Aiko, hanasu: parlare, tame ni: per, indica la finale, denwa shita: aver telefonato).
- Shinbun o kai ni deta: Sono uscito a comprare il giornale, (Shinbun o: giornale [complemento oggetto], kai: comprare, ni: particella usata in questo caso per formare la subordinata finale, deta: essere uscito).

Proposizione relativa: a differenza delle lingue indoeuropee che fanno frequente uso di pronomi relativi, il giapponese non ne fa uso e la proposizione relativa precede immediatamente il sostantivo al quale si riferisce, la funzione logica che dovrebbe essere ricoperta dal pronome relativo è spesso deducibile dal contesto:
- Kinō anata ga mita neko wa kuroi desu: Il gatto che hai visto ieri è nero, (kinō: ieri, anata ga: tu [soggetto della relativa], mita: aver visto, neko wa: gatto [tema della frase principale], kuroi: nero, desu: è, in questo caso nella funzione di ausiliare di cortesia).
- Uchi ni kaeru densha ga nai: Non c'è un treno con cui tornare a casa, (uchi ni: a casa, kaeru: ritornare, densha ga: treno [soggetto della proposizione principale], nai: non c'è).
- Watashi ga kita machi wa Tōkyō desu: La città dalla quale sono venuto è Tokyo, (watashi ga: io [soggetto della relativa], kita: essere venuto, machi wa: città [tema della principale], Tōkyō: Tokyo, desu: è).

## Altre particolarità della lingua giapponese
- Grande quantità di omofoni;
- Gran numero di voci onomatopeiche;
- Uso dei classificatori, unità di misura che cambiano a seconda dell'oggetto della conta;
- Numero enorme di prestiti linguistici, la maggior parte derivati dal cinese, più recentemente dall'inglese americano;
- Grande ricchezza e varietà di parole con sfumature di significato diverse (dovuto appunto all'importazione massiccia di parole anche da altre lingue straniere);
- Sostantivi, verbi e aggettivi non distinguono tra genere, numero e persona;
- Confine sfumato tra verbi e aggettivi;
- Suddivisione delle voci verbali per basi;
- Coniugazione positiva e negativa di tutte le forme verbali e aggettivali;
- Divisione della lingua in livelli di cortesia, specialmente per i verbi, e di conseguenza gran numero di suffissi e di prefissi di genere onorifico;
- Indicatore del tema o argomento della frase;
- Soggetto quasi sempre sottinteso.
- Si scrive dall'alto verso il basso ordinando le righe da destra verso sinistra, ma si può scrivere anche all'occidentale.

## Premi Nobel per la letteratura di lingua giapponese
- Yasunari Kawabata (川端 康成 1968,  Giappone)
- Kenzaburō Ōe (大江 健三郎 1994,  Giappone)